# El momento (álbum)
El Momento es el segundo álbum de estudio del dúo puertorriqueño Jowell & Randy, fue lanzado bajo los sellos discográficos White Lion Records, Machete Music y WY Records. Cuenta con 15 temas y variadas colaboraciones de artistas tales como Wisin & Yandel, De La Ghetto, Cultura Profética, Plan B, entre otros invitados.. Fue publicado el 27 de abril en Puerto Rico y el 4 de mayo en todo el mundo.
La canción «Solo Por Ti» era originalmente de Randy y Cultura Profética, en el álbum se incluyó la versión con Jowell, así que en varias plataformas se considera la canción con este último como una remezcla y en otras, simplemente como una versión de la canción original.

## Lista de canciones
| N.º | Título                                               | Productor(es)                               | Duración |  |
| 1.  | «Intro “Mi momento”»                                 | DJ Blass · DJ Giann                         | 2:52     |  |
| 2.  | «Goodbye»                                            | DJ Blass · DJ Giann · Mr. Greenz            | 4:01     |  |
| 3.  | «Suave y lento» (con Wisin, Tico y Franco El Gorila) | Nesty, Víctor & Marioso                     | 5:58     |  |
| 4.  | «No fue una noche normal»                            | Luis Almonte · DJ Blass · Guelo Star        | 4:16     |  |
| 5.  | «Un booty nuevo» (con BlackFather Yaviah)            | DJ Giann · Dexter & Mr. Greenz · The Hitmen | 4:40     |  |
| 6.  | «Chica de novela»                                    | DJ Blass · DJ Giann · Dexter & Mr. Greenz   | 4:27     |  |
| 7.  | «Dile a él»                                          | DJ Giann · Dexter & Mr. Greenz              | 4:01     |  |
| 8.  | «Amanece» (con Yandel y Gadiel)                      | Tainy, Marioso & Monserrate                 | 4:22     |  |
| 9.  | «Loco»                                               | DJ Blass · DJ Giann                         | 3:51     |  |
| 10. | «Hacerlo así» (con Guelo Star)                       | DJ Giann · Guelo Star · Dexter & Mr. Greenz | 5:11     |  |
| 11. | «Mi dama de Colombia»                                | DJ Blass · The Hitmen                       | 4:26     |  |
| 12. | «Solo por ti» (con Cultura Profética)                | DJ Blass                                    | 3:55     |  |
| 13. | «¿Quién tiene más flow?» (con De la Ghetto)          | DJ Blass · DJ Giann · Dexter & Mr. Greenz   | 5:48     |  |
| 14. | «Su mama no sabe na'» (con Plan B)                   | DJ Giann · Dexter & Mr. Greenz · The Hitmen | 4:45     |  |
| 15. | «We From The Bled» (con Cosculluela)                 | DJ Blass · DJ Giann                         | 4:27     |  |

## Vídeos musicales
- «Loco»
- «Un Booty Nuevo» (feat. Yaviah)
- «Loco (Remix)» (feat. Wisin & Yandel)
- «Mi Dama de Colombia»
- «Goodbye»
- «Dile a Él (Versión Salsa)» (feat. N'Klabe)
- «Mi Dama de Colombia (Remix)» (feat. J Balvin, Pipe Calderón & Pipe Bueno)
- «Solo Por Ti» (feat. Cultura Profética)

## Posicionamiento en listas
| Listas (2010)                        | Mejor posición |
| ------------------------------------ | -------------- |
| Estados Unidos (Billboard 200)       | 112            |
| Estados Unidos (Latin Rhythm Albums) | 2              |
| Estados Unidos (Top Latin Albums)    | 2              |

| Listas (2010)                        | Posición |
| ------------------------------------ | -------- |
| Estados Unidos (Latin Rhythm Albums) | 9        |